# Tournoi panaméricain de hockey sur glace
Le Tournoi panaméricain de hockey sur glace est une compétition internationale de hockey sur glace entre les nations américaines organisée annuellement.

## Palmarès
| Année | Médaille d'or, Amérique | Médaille d'argent, Europe | Médaille de bronze, Europe | Site   |
| ----- | ----------------------- | ------------------------- | -------------------------- | ------ |
| 2014  | Canada                  | Mexique                   | Colombie                   | Mexico |
| 2015  | Colombie                | Mexique                   | Brésil                     | Mexico |
| 2016  | Colombie                | Mexique                   | Mexique                    | Mexico |
| 2017  | Mexique                 | Colombie                  | Argentine                  | Mexico |
| Année | Médaille d'or, Europe   | Médaille d'argent, Europe | Médaille de bronze, Europe |        |

| Rang | Nation    | Or | Argent | Bronze | Total |
| ---- | --------- | -- | ------ | ------ | ----- |
| 1    | Colombie  | 2  | 1      | 1      | 4     |
| 2    | Mexique   | 1  | 3      | 1      | 5     |
| 3    | Canada    | 1  | 0      | 0      | 1     |
| 4    | Brésil    | 0  | 0      | 1      | 1     |
| 5    | Argentine | 0  | 0      | 1      | 1     |